# Amazigzag
Amazigh Salem alias Amazigzag est né le 8 janvier 2011 
Il est youtubeur depuis qu'il est en sixième   
Il a un grand frère dont nous ne savons pas le nom  
Amazigzag vit a paris nous ne savons pas aussi dans quelle arrondissement. Ses parents sont des artistes, nous ne savons pas comment ils s'appellent   
c'est tout ce que nous savons.